# Карапеле Калвизио
Карапеле Калвизио (итал. Carapelle Calvisio) је насеље у Италији у округу Л'Аквила, региону Абруцо.
Према процени из 2011. у насељу је живело 95 становника. Насеље се налази на надморској висини од 845 м.

## Становништво
| 1931. | 1936. | 1951. | 1961. | 1971. | 1981. | 1991. | 2001. | 2011. |
| ----- | ----- | ----- | ----- | ----- | ----- | ----- | ----- | ----- |
| 692   | 645   | 578   | 337   | 179   | 144   | 125   | 95    | 85    |